# ONE TAKE OK!
『ONE TAKE OK!』（ワン・テイク・オーケイ）は、柳原陽一郎の通算4作目のスタジオ・アルバム。2003年11月10日にSWEETS DELI RECORDSより発売された。

## 解説
前作『ウタノワ』より約2年ぶりのリリース。キャッチコピーは「ヤナギハラ・ミーツ・ロックンロール!」。
2002年に設立された独自のレーベル「SWEETS DELI RECORDS」から発売された初の作品。
本作は2003年4月10日に南青山マンダラにて開催された『ヤナギハラ ヨウイチロー 03年 春のリサイタル』でライブ録音された全10曲が収録されている。演奏にはロックバンド、マチルダ・ロドリゲスが参加している。ライブ録音された音源であるため、ブックレットに掲載されている歌詞とは一部異なる箇所が存在する。
一時的に廃盤となったが、2013年1月18日に前作『ウタノワ』と共に再発売された。内容の変更はない。

## 収録曲
| #         | タイトル                                                 | 作詞・作曲                       | 時間  |
| --------- | -------------------------------------------------------- | -------------------------------- | ----- |
| 1.        | 「みんなの★」                                            | 柳原陽一郎                       | 5:50  |
| 2.        | 「ひまわり」                                             | 柳原陽一郎                       | 4:36  |
| 3.        | 「ねこなのだぁ」                                         | 柳原陽一郎                       | 6:10  |
| 4.        | 「キミノタメナラシネル」                                 | 柳原陽一郎                       | 4:16  |
| 5.        | 「フリーダム・ライダー」                                 | 柳原陽一郎                       | 5:00  |
| 6.        | 「えらくなりたい」                                       | 柳原陽一郎                       | 2:47  |
| 7.        | 「愛の嵐」                                               | 柳原陽一郎                       | 2:57  |
| 8.        | 「SATOKOちゃん」                                         | 柳原陽一郎                       | 5:45  |
| 9.        | 「あえて旅人」                                           | 柳原陽一郎                       | 5:56  |
| 10.       | 「ライク・ア・ローリング・ストーン」(ボーナス・トラック) | - Bob Dylan - 柳原陽一郎（訳詞） | 5:03  |
| 合計時間: | 合計時間:                                                | 合計時間:                        | 48:20 |

## 曲の解説
1. みんなの★
タイトルは「みんなのほし」と読む[4]。
2. ひまわり
2021年に発売されたアルバム『GOOD DAYS』には、ピアノによる弾き語りバージョンが収録された[5]。
3. ねこなのだぁ
4. キミノタメナラシネル
アウトロから繋がるように次曲に移る。
5. フリーダム・ライダー
前曲から間を置かずに演奏されている。当初は「ファンクっぽい曲」だったそう[6]。
2015年に発売されたベスト・アルバム『もっけの幸い』にも収録されているが、演奏後の挨拶がカットされた。
6. えらくなりたい
「偉くなるためには感動ストーリーをでっちあげろ」というメッセージを持たせた楽曲[7]。
7. 愛の嵐
8. SATOKOちゃん
9. あえて旅人
10. ライク・ア・ローリング・ストーン
ボーナストラック。ボブ・ディランの楽曲を日本語でカバーした音源。

## 参加ミュージシャン
- 柳原陽一郎：Vocals, Electric Guitar, Acoustic Guitar
- 玉城宏志（マチルダ・ロドリゲス）：Electric Guitar
- 笠原直樹（マチルダ・ロドリゲス）：Electric Bass
- 小関純匡（マチルダ・ロドリゲス）：Drums, Backing Vocals